# Louis-Claude Daquin

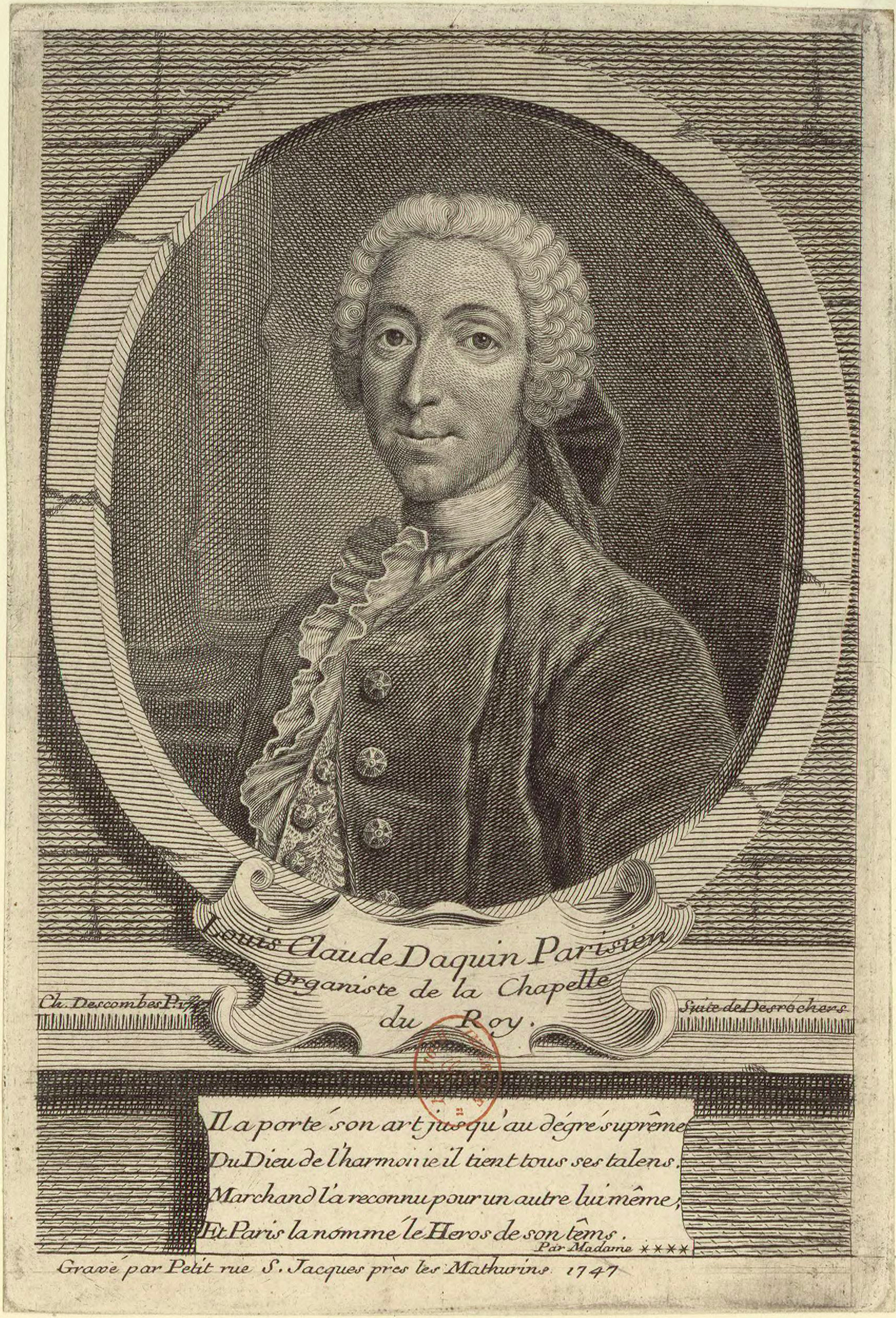
Louis-Claude Daquin

Louis-Claude Daquin, född 4 juli 1694 i Paris, död 15 juni 1772, var en fransk tonsättare.
Daquin var lärjunge till Louis Marchand och blev organist vid Saint Antoinekyrkan, från 1727 vid Saint Paulskyrkan i Paris. Daquin var en av den äldre franska pianoskolans mest betydande tonsättare. Hans Pièces de clavecin utgavs 1735, en ny upplaga i urval utgavs av Henry Expert Les maîtres français du clavecin (1926).